# Ocaña (Norte de Santander)
Ocaña est une municipalité située dans le département de Norte de Santander en Colombie.

## Économie
La ville est desservie par l'aéroport d'Aguas Claras (en).

## Démographie
Selon les données récoltées par le DANE lors du recensement de 2005, Ocaña compte une population de 90 037 habitants.

## Liste des maires
- 1er janvier 2016 - 11 avril 2019 : Miriam Prado Carrascal (es), remplacée ensuite par Wilman Bayona Ibáñez jusqu'au 31 décembre 2019.
- 2020 - 2023 : Samir Fernando Casadiego Sanjuá[2]